# Nothotsuga
Nothotsuga é um género de coníferas pertencentes à família Pinaceae, ordem Pinales. O gênero possui apenas uma espécie, N. longibracteata, que encontra-se na categoria "Em perigo" da Lista Vermelha da IUCN desde 1998, devido a sua alta exploração pela indústria madeireira. A espécie, que pode atingir até trinta metros de altura, pode ser encontrada no sudoeste da China.